# لایونز (اوهایو)
لایونز (به انگلیسی: Lyons) یک روستا در ایالات متحده آمریکا است که در شهرستان فولتن، اوهایو واقع شده‌است. لایونز ۱٫۸۴ کیلومتر مربع مساحت و ۵۶۲ نفر جمعیت دارد و ۲۳۴ متر بالاتر از سطح دریا واقع شده‌است.